# Halcampoides
Halcampoides är ett släkte av koralldjur. Halcampoides ingår i familjen Halcampoididae.
Kladogram enligt Catalogue of Life och Dyntaxa:
| Halcampoides | \| \| Halcampoides abyssorum \| \| \| \| \| \| Halcampoides purpurea \| \| \| \| |
|              | \| \| Halcampoides abyssorum \| \| \| \| \| \| Halcampoides purpurea \| \| \| \| |
|              | Calamactinia                                                                     |
|              |                                                                                  |
|              | Calamactis                                                                       |
|              |                                                                                  |
|              | Halcampella                                                                      |
|              |                                                                                  |
|              | Pentactinia                                                                      |
|              |                                                                                  |
|              | Scytophorus                                                                      |
|              |                                                                                  |
|              | Siphonactinopsis                                                                 |
|              |                                                                                  |
|              | Halcampoides abyssorum                                                           |
|              |                                                                                  |
|              | Halcampoides purpurea                                                            |
|              |                                                                                  |

|  | Halcampoides abyssorum |
|  |                        |
|  | Halcampoides purpurea  |
|  |                        |